# DVB-H
Le DVB-H (Digital Video Broadcasting - Handheld, en français, Diffusion vidéo numérique - mobile) est un système de radiodiffusion numérique destiné à une réception de la télévision sur terminal mobile (télévision mobile personnelle). Les principales technologies concurrentes du DVB-H sont le T-DMB et l'ISDB-T et l'utilisation des réseaux mobiles 3G et 4G pour recevoir les chaines de télévision. Plusieurs pays ont expérimenté ou lancé des services DVB-H à la fin des années 2000. Ces services n'ont pas rencontré de succès commercial et ont été arrêtés.

## Description Technique
DVB-H est un standard de transmission vidéo élaboré par le projet DVB et édités par l'ETSI et le CENELEC en 2004.
DVB-H est une adaptation du DVB-T, le système pour la télévision terrestre numérique (TNT), aux exigences des récepteurs de poche.
DVB-H offre un canal descendant à haut débit utilisable tel quel ou en complément des réseaux de télécommunication mobiles.
Le codec vidéo utilisé est le MPEG-4 AVC. Les codecs audio possibles sont AAC, HE-AAC, HE-AAC v2.
La modulation numérique COFDM permet de résister aux échos et  ainsi renforcer la réception mobile.
La technique de multiplexage par intervalle de temps permet de réduire la consommation électrique pour les petits terminaux, la partie réception radio n'ayant à fonctionner que pendant l'intervalle de temps dévolu au programme sélectionné.
Chaque intervalle de temps inclut des datagrammes IP qui peuvent contenir jusqu'à 2 Mbits de données (incluant les éléments de contrôle d'un code de Reed-Solomon).
Le système DVB-H a été validé par l'ETSI (voir le Rapport Technique TR 102401) et est conseillé par L'EBU.
Bien que spécifié pour des récepteurs fixes ou lents (piétons) le DVB-H fonctionnerait correctement dans des véhicules jusqu'à 70 km/h, d'après l'opérateur O2.
Le standard DVB-H ne décrit que la partie de transmission de ce système imaginé par DVB sans indiquer les moyens d'exploitation des services IP ainsi transportés. Dans ce cadre, DVB propose une série de spécifications dites IP DataCast (DVB-IPDC), spécifications concurrentes du standard BCAST de l'OMA (Open Mobile Alliance).
Il est à noter que les émissions mobiles (DVB-H) sont émises en polarisation verticale particulièrement dans les grandes agglomérations car elles sont mieux reçues dans ce mode de polarité.

## SpécificationsDatacast IP
Les spécifications IPDC over DVB-H décrivent donc un ensemble de composants qui visent à permettre le déploiement d'une offre commerciale de télévision mobile basée sur l'Internet Protocol. En effet, il est probable qu'une telle offre aura tout intérêt à tirer avantage des possibilités de communication symétrique bidirectionnelles et du système avancé de facturation offerts par les réseaux de téléphonie mobile. Dans cette optique, DVB-IPDC définit un système hybride combinant un réseau de radiodiffusion unidirectionnelle adapté à la télévision numérique mobile avec un réseau de communication mobile bidirectionnel de type GPRS ou UMTS.
DVB-IPDC est composé d'un ensemble de spécifications individuelles qui prises ensemble forment un système complet. Les points abordés sont : l'architecture du système, la description des principaux cas d'utilisation, le transport et l'interprétation de métadonnées sur le système (tables PSI/SI), le guide de programmes électronique utilisé pour la découverte et la sélection de services, le système d'achat et de protection de services, les protocoles de distribution des contenus (content delivery protocol, CDP).
DVB-IPDC a été initialement développé pour être utilisé avec DVB-H au niveau de la couche physique, mais il est maintenant prévu que le système puisse être utilisé avec d'autres systèmes DVB de télévision numérique mobile (comme DVB-SH), et même d'une manière générale comme couche supérieure de tout système à base d'IP.
La plupart des spécifications ont d'ores et déjà été approuvées par l'ETSI. L'ensemble des documents est librement téléchargeable sur le site http://www.dvb-h.org.

## Fréquences
DVB-H est conçu pour travailler dans les bandes de fréquences suivantes :
- VHF-III (174-230 MHz) en cohabitation avec le DVB-T et le T-DAB
- UHF-IV/V (470-830 MHz) en cohabitation avec le DVB-T
- Bande L (plage de 1,452 à 1,492 GHz) Cette gamme de fréquences est aujourd'hui utilisée pour le T-DAB et le S-DAB

Des chaînes DVB-H peuvent coexister avec des chaînes DVB-T dans le même multiplex. Cependant certaines conditions sont nécessaires pour que cette compatibilité soit assurée. Il faut que le champ du signal DVB-T soit beaucoup plus important car on passe d'une réception par antenne fixe de toit à une réception sur une petite antenne avec aucun gain. Il faut également que la modulation soit changée car les choix techniques de la modulation sont pour une réception fixe alors qu'il faut une réception mobile.
La cohabitation entre le DVB-T et le DVB-H sur des canaux est difficile à réaliser car il y a une telle différence de champ entre la réception fixe de toit et la réception mobile dans un appartement que les récepteurs DVB-T se retrouvent désensibilisé. La norme spécifiant la fabrication des récepteurs indique que le différentiel de champ ne doit pas dépasser 29 dB alors que dans le cas de figure DVB-H/DVB-T, le différentiel est de 39 dB au minimum. Malgré la différence entre DVB-H et DVB-T, les récepteurs DVB-T peuvent afficher le niveau et la qualité de réception, lorsqu'ils détectent une émission DVB-H, mais ne peuvent, en général, pas mémoriser le signal. Lors d'une recherche automatique, ils "sautent" ce signal. Certains appareils DVB-T mémorisent le multiplex DVB-H, en le considérant comme radio, mais ne décodent pas les chaînes.

## Expériences DVB-H
Des expériences DVB-H ont eu lieu à Helsinki, Berlin (Deutsche Telekom), Oxford (NTL), Pittsburgh, Paris, Madrid, Sydney, la Haye, Delhi, Berne, Erlangen et en Afrique du Sud.
- Une liste complète des essais DVB-H et des lancements de service est disponible sur le site dvb-h.org.
- À Gand, en Belgique flamande, des tests en matière de DVB-H sont en cours[Quand ?] via le projet « Maduf », qui rassemble la VRT, Belgacom, Telenet, Proximus, Siemens, Option et Scientific Atlanta. Trois antennes seulement couvrent l'intégralité de la ville, outdoor et indoor. Deux plus petits réseaux sont également testés à Bruxelles et à Malines.
- À Bruxelles l'émission de la  DVB-H est arrêtée (début 2008 à fin 04 2009) sur le canal 36 (UHF) en polarisation V et remplacée par une émission DVB-T sans modulation d'informations mais l'émetteur reste actif. (état en avril 2009)

La VRT a éteint ses émetteurs DVB-H à Gand sur le canal 37 (UHF).(état avril 2009)

## Services DVB-H ouverts ou annoncés
(septembre 2015).
- Au Maroc, le 21 mai 2008, la Société Nationale de Radiodiffusion et de Télévision (SNRT) s’est associée au constructeur de téléphonie Nokia et a opté pour la technologie DVB-H. Le bouquet de chaînes proposé comprend deux chaînes généralistes et trois chaînes thématiques du pôle public audiovisuel : Al Aoula, 2M, Arryadia, Arrabia, Assadissa et Aflam-tv et bientôt Medi1-sat. Ce service gratuit est disponible dans 6 villes : El jadida, Casablanca, Rabat, Tanger, Meknès et Oujda.
- En Italie, 3 Italia a lancé le service « La3 Live » touchant l'ensemble du pays en mai 2006, tandis que TIM, Mediaset et Vodafone l’annonçait pour septembre ou octobre.
- En Autriche, le service a été ouvert pour l'UEFA Euro 2008 par les opérateurs 3 (télécommunications) et One.
- Aux États-Unis, un service touchant l'ensemble du pays sera déployé par Modeo, une société appartenant à Crown Castle Mobile Media. Le service commencera en 2006 à New York et sera étendu aux trente premiers marchés des États-Unis en 2007. Un deuxième lancement de service intitulé Hiwire, a été annoncée par SES Americom et Aloha.
- En Finlande, l'opérateur Digita a annoncé qu'il avait signé un contrat avec Nokia pour utiliser sa plate-forme DVB-H pour le service. Le réseau couvrira presque 30 % du pays vers la fin de 2006, avec le lancement de service à la plupart des marchés principaux.
- En Allemagne, DVB-H sera disponible en juin 2008. Les utilisateurs pourront avoir accès aux chaines ARD, ZDF, RTL, Vox, Sat.1, Pro Sieben, N24 et N-TV, la chaîne locale Hamburg 1 et divers services radio.
- En Albanie, « DIGITALB » a lancé à travers tout le pays des services DVB-H en juin 2005.
- En Suisse, Swisscom devait lancer un service DVB-H à l'occasion de l'Euro 2008. Le service prévoyait de couvrir au moins 44 % de la population à la fin 2008, notamment dans les villes hôtes (Genève, Bâle, Berne et Zurich) ainsi que dans l'arc lémanique. En 2012, 60 % de la population devait être couverte. En 2010, Swisscom annonça l'abandon de l'exploitation de la norme DVB-H[2] : une des raisons avancées était l'absence de suffisamment de terminaux mobiles compatibles.
- Aux Pays-Bas, KPN lancera également son service DVB-H en mai 2008. quatre canaux au sud des Pays-Bas dont le 27 (UHF).
- En France, en 2008, le CSA, après un appel a candidatures, avait choisi 13 chaînes privées, auxquelles s'ajoutaient 3 chaînes publiques pour lesquelles l'État avait préempté la capacité. Le multiplex de 16 chaînes devait commencer à émettre en bande UHF courant 2011. Le CSA a ensuite annoncé fin 2012 puis en août 2013 l'abandon du DVB-H[3].

## Matériels
Certains fabricants offrent ou ont présenté des téléphones mobiles recevant le DVB-H, ainsi que des accessoires pour PDA (sous forme d'une SD-Card).[réf. nécessaire]

### DVB-H
Standard DVB-H principal :
- ETSI EN 302 304, DVB-H - Transmission System for Handheld Terminals

Rapports techniques DVB concernant DVB-H :
- ETSI TR 102 377, Implementation Guidelines for DVB-H Services (recommandations concrètes pour l'implémentation de services basés sur DVB-H)
- ETSI TR 102 377, Validation Task Force Report (résultats d'expérimentations visant à valider les spécifications DVB-H)

Ces documents sont disponibles sur le site dvb-h.org.
La spécification DVB-H est construite à partir d'autres standards DVB, dont les principaux sont :
- ETSI EN 301 192, Digital Video Broadcasting (DVB); DVB specifications for data broadcasting (définition de différents concepts relatifs à la transmission de données dans un système DVB)
- ETSI EN 300 468, Digital Video Broadcasting (DVB); Specifications for Service Information (SI) in DVB systems (standard concernant les métadonnées dans un système DVB)
- ETSI EN 300 744, Digital Video Broadcasting (DVB); Framing structure, channel coding and modulation for digital terrestrial television (spécifications DVB-T)

Ces standards sont disponibles sur le site de l'ETSI (cf. section liens externes ci-dessous).

### DVB-IPDC
Spécifications et rapports techniques DVB-IPDC :
- ETSI TS 102 470, IP Datacast over DVB-H: PSI/SI
- ETSI A096, IP Datacast over DVB-H: Set of Specifications for Phase 1
- ETSI TR 102, 473 v1.1.1 IP Datacast over DVB-H: Use Cases and Services
- ETSI TR 102, 469 v1.1.1 IP Datacast over DVB-H: Architecture
- ETSI TS 102, 471 v1.2.1 IP Datacast over DVB-H: Electronic Service Guide (ESG)
- ETSI A112, Electronic Service Guide (ESG) Implementation Guidelines
- ETSI A100, IP Datacast over DVB-H: Service Purchase and Protection (SPP)
- ETSI TS 102 472, IP Datacast over DVB-H: Content Delivery Protocols (CDP)
- ETSI A113, Content Delivery Protocols (CDP) Implementation Guidelines

Ces documents sont disponibles sur le site dvb-h.org.

#### Le site Web DVB-H officiel
Sous la responsabilité du projet DVB, un site spécifique est consacré au DVB-H, DVB-H.org ; il propose :
- les spécifications techniques sur une page de téléchargement,
- une FAQ (Foire aux Questions) détaillée et
- une liste des produits liés au DVB-H.

#### Information technique de l'EBU(European Broadcasting Union)
- Un article de 10 pages DVB-H — the emerging standard for mobile data communication[PDF] de la revue technique de l'EBU
- Une collection d'articles sur le DVB (incluant DVB-H) dans les archives de l'EBU Technical Review

#### Information détaillée de l'ETSI(European Telecommunications Standard Institute)
- Les spécifications de l'ETSI sont archivées sur son site où elles sont accessibles à partir de la page de téléchargement (ce lien ouvre le moteur de recherche du site ; un enregistrement gratuit est requis pour pouvoir télécharger les documents au format pdf).

#### Autres liens
- (fr) Observatoire européen de l'audiovisuel